# دائونه
داون (به ایتالیایی: Daone) یک کومونه در ایتالیا است که در ترنتینو واقع شده‌است.

## خصوصیات
داون ۱۵۸٫۶ کیلومترمربع مساحت و ۵۹۱ نفر جمعیت دارد.

## خواهرخوانده
شهر الویانو خواهرخواندهٔ داون هست.